# Herman ten Kate
Herman Frederik Carel ten Kate (Amsterdam, 21 de juliol de 1858 - Cartago, 4 de febrer de 1931) va ser un antropòleg neerlandès que feu un treball extens sobre els pobles indis de Baixa Califòrnia.
Herman ten Kate va nàixer al si d'una família d'artistes, el seu pare era retratista i aquarel·lista. Es crià a l'Haia i més endavant estudià a l'Acadèmia de Belles Arts de la ciutat i durant l'hivern va acompanyar un aquarel·lista famós i amic de son pare, Charles van de Velde, a un viatge que aquest havia de fer a Còrsega. Amb tot abandonà ràpidament aquesta carrera, ja que es veié atret per les ciències. Així, aconsellat pel professor de geografia i d'etnologia de la Universitat de Leiden, Pieter Johannes Veth, estudià les ciències naturals, lingüística i medicina a aquesta universitat de 1877 a 1882 abans de millorar la seva formació a París, on estudià a l'Escola d'antropologia amb Paul Broca, a Berlín, a Göttingen i a Heidelberg. Va ser en aquesta darrera ciutat que es doctorà amb la tesi que presentà en alemany: Zur Craniologie der Mongoloiden. Beobachtungen und Messungen.
Després d'aquest èxit, tornà a casa i va decidir d'anar-se'n a Amèrica per a satisfer la curiositat que sentia pels pobles nadius d'Amèrica. Va mirar de persuadir la Societat neerlandesa de geografia, la Companya de ciències de Holanda i sobretot el seu pare, per tal de finançar la seva anada, i els seus estudis sobre els indis, als Estats Units i a Mèxic. Començà aleshores la seva propensió a viatjar sense treva.
D'ençà novembre del 1882 fins a les acaballes de 1883 visqué al continent americà on estudià el mode de vida de les tribus del sud-oest dels Estats Units i del nord de Mèxic antropològicament i etnografica. L'any següent, acompanyà el príncep Roland Bonaparte a Lapònia i també viatjà per diversos països escandinaus. Els anys posteriors, la seva dèria de viatges augmentà més encara, entre 1885 i 1886 visità les Antilles, Veneçuela, els Estats Units i el Canadà, durant l'hivern dels anys 1886 i 1887 va romandre a Algèria. A la tardor del 1887, se'n tornà als Estats Units i en companya del seu amic, l'antropòleg Frank Hamilton Cushing, va col·laborar a l'expedició Hemenway, aprofitant aquesta oportunitat per a estudiar les poblacions autòctones d'Arizona i dels voltants.